# Panionios GSS (szachy)
Panionios GSS – grecki klub szachowy z siedzibą w Nea Smirni, sekcja Panionios GSS.

## Historia
Szachowa sekcja Panionios GSS powstała w 2003 roku. W 2005 roku klub uzyskał awans do Gamma Ethniki, a rok później awansował do Beta Ethniki. W 2009 roku klub uzyskał awans do Alpha Ethniki. W sezonie 2010 klub zajął szóste miejsce w lidze. W 2013 roku zespół został sklasyfikowany na piątym miejscu w Alpha Ethniki, a rok później – na czwartym. W sezonie 2015 Panionios GSS zajął trzecie miejsce w mistrzostwach kraju. W składzie drużyny znajdowali się wówczas m.in. Gergely Antal, Milan Zajić i Andreas Kofidis. W 2017 roku zespół był szósty w Alpha Ethniki.

## Arcymistrzowie w historii klubu
- Gergely Antal[7]
- Tal Baron[9]
- Daniił Dwirnyj[9]
- Maciej Klekowski[10]
- Constantin Lupulescu[11]
- Momcził Nikołow[11]
- Péter Prohászka[12]
- Richárd Rapport[12]